# Calasparra
Calasparra és un municipi del nord-oest de Múrcia, amb 184,9 km² de superfície i 10.268 habitants el 2016. La principal activitat econòmica és l'arròs, amb denominació d'origen pròpia. A la riba del riu Segura, aprofitant una antiga cova natural, hi ha el venerat Santuari de la Verge de l'Esperança.

## Geografia
El terme municipal de Calasparra està enclavat a la comarca murciana del Nord-oest, en la seva zona més baixa pel que altitud es refereix, per la qual cosa cap a ell acudeixen els cursos d'aigua de la zona muntanyosa de la comarca en el seu camí cap al riu Segura, que travessa el municipi.
Està delimitat per la Serra del Port al nord (que fa de límit amb el terme d'Albacete d'Hellín), el riu Alhárabe i el Segura per l'oest (que fan de límit amb Moratalla), Cehegín pel sud (des d'on arriba el riu Argos, que travessa el municipi i voreja el nucli de Calasparra, igual que el riu Quípar), i Cieza per l'est, a més d'una petita porció del terme de Mula amb el qual limita al sud-est.

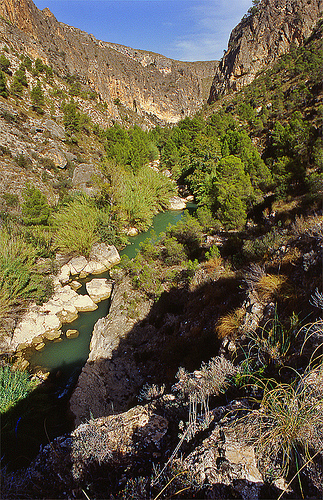
Canó d'Almadenes, Calasparra

La població de Calasparra es troba aproximadament en el centre del seu terme, als contraforts de la Serra del Molí, comptant als seus peus amb l'àmplia vega arrossera que li dona fama, travessada pel Segura. En les seves proximitats es produeix la unió d'aquest últim amb l'Argos. A la part oriental del municipi, transcorre l'últim tram del riu Quípar, on destaca l'Embassament d'Alfonso XIII que represa les seves aigües.
El Segura fa entrada en el terme calasparreño en la seva part més nord-occidental, just quan el riu Mundo s'uneix al Segura, canviant bruscament la seva direcció NO-SE per NE-SO -tram que serveix de límit amb l'ampli terme de Moratalla-.
Poc abans de la unió del riu Alhárabe, en les proximitats del Santuari de l'Esperança, el Segura canvia de nou la seva direcció, prenent una més OE, passant a discórrer en la seva integritat dins del municipi, formant la seva coneguda vega situada a la part central del mateix. A la zona més occidental del terme, limitant amb Cieza, es localitza el paratge denominat Canó d'Almadenes, on el Segura travessa l'esmentada Serra del Molí, lloc on se li uneix el Quípar.

## Demografia
L'evolució demogràfica de Calasparra reprodueix la variant menys extrema dels pobles de la zona (la de Hellín enfront de Letur, Socovos, Férez o Moratalla), perquè el declivi posterior a 1950 ha estat relativament poc pronunciat (un -20 per 100 en els primers vint anys) i s'ha estabilitzat abans que en diversos municipis veïns. Actualment la població creix, per efecte, principalment, de la immigració magribina, hispanoamericana i britànica (aquesta última, unida en el futur a diversos grans projectes residencials); en concret i de forma regular, uns 200 habitants per any des de 2001. Segons el cens INE 2006, la població ascendia a 9.969 habitants, dels quals un 10,06% era de nacionalitat extranjera.

## L'arròs
L'arròs és el producte per excel·lència de Calasparra i, juntament amb el del delta de l'Ebre i el de València, són els tres únics arrossos espanyols amb denominació d'origen. La D. O. Calasparra es va reconèixer en 1986, encara que el cultiu de l'arròs a la zona es remunta fins al segle xviii.
Aquesta varietat d'arròs requereix una major quantitat d'aigua i un major temps de cocció, de manera que el gra s'infla més i se li impregnen més els altres sabors. Es recol·lecta entre octubre i novembre. La zona de la denominació d'origen "arròs de Calasparra" comprèn els municipis de Calasparra, Moratalla i Hellín (Albacete).

## Patrimoni històric i arquitectònic
- Restes de llenços de muralla del castell musulmà i torre cristiana (XIII-XVII).

El castell de Calasparra figuraria explícitament a la Carta de Donació de Sanç IV el 1289, i la Carta Pobla de 1412 (Rafael Serra 1969) pel que se suposa preexistent a l'ocupació cristiana. Es tractaria d'un Hisn, terme que designaria un fort, amb doble muralla, que podia albergar una petita població en cas de necessitat (Marcial García 1990).
Vestigis del castell àrab sobre Calasparra.
El castell va caure en desús després de la mateixa refundació de la Vila i la pròpia construcció del Palau de l'Encomana (1412). La torre, com a torre de l'homenatge, era lloc més propi de juraments i cerimònies. Constava de tres cossos decreixents coronats per una teulada a dues aigües, i donada la seva importància simbòlica consten successives reparacions de la torre fins 1690 (J.J. Moya 2008). A mitjans del XIX es trobava ja en estat de franca deterioració.
El 1990 es va publicar un breu esbós de la planta del castell, traçat per Jesús Moreno Botía. L'any 2007, sent alcalde D. Jesús Navarro van començar les obres de restauració del castell, eixamplant-la via d'accés al mateix, a costa de la mola, i es procedirà a l'encofrat de les ruïnes.
El 2008 José Juan Moya i Martínez va publicar el primer treball de recerca sobre el mateix, juntament amb un croquis de la planta basada en les restes existents i en sis fotografies aèries realitzades entre 1925-1990; la nòmina de alcaids i la transcripció de l'acta notarial del plet homenatge de l'alcaid Francisco Mateos Pérez de Rendón en 1636.
- Església dels Stos. Màrtirs Abdó i Senén (XVII-XX).

Campanar de l'Església dels Sants Abdó i Senén (en restauració).
Construïda cap a 1604 per Pedro Fernández d'Orozco, va ser demolida i tornada a reconstruir entre 1735 i 1803. Es torna a restaurar entre 1923 i 1927. Del seu interior cal esmentar el retaule principal, d'estuc (segle xviii), en el qual s'alberguen les imatges dels Sants Màrtirs Abdó i Senén. Les talles van ser realitzades per l'escultor valencià José Dies (1942) (J.J. Moya 2009), substituint a les anteriors, cremades després de iniciar-se la Guerra Civil. És seu de l'Antiga i Venerable Confraria de la Sang de Crist i la Vera Creu, albergant la important col·lecció d'escultura religiosa d'aquesta associació, realitzada pels artistes José Dies, José Zamorano i Damià Guirado. Va ser restaurada de nou en 2006.
- Església de Sant Pere (XV-XIX).

Església de Sant Pere Apòstol de Calasparra.
És el temple més antic i major del municipi, pel que la seva història és bona mostra de la pròpia història del poble. Edificada pels cavallers de l'Ordre de Sant Joan, les primeres dades documentals sobre l'Església de Sant Pere Apòstol, seu del seu priorat, es remunten a 1414. En 1812 sofreix el saqueig de les tropes del mariscal Soult. Reconstruïda el 1820, ja sense el cor on es cantaven les hores canòniques, en 1873 deixa de pertànyer formalment a l'Ordre segons decret de les Corts. Va ser incendiada el 25 de febrer de 1936 i tornada a restaurar en concloure la contesa civil (L. Armand Ruiz 2008).
La façana del temple s'estructura en ordre decreixent per la torre, la portada principal i el baptisteri. Sobre la porta principal campeja l'escut de l'Ordre de Sant Joan. Està flanquejada per unes pilastres adossades d'ordre toscà, i sobre les que s'inscriu l'escut i els símbols papals: mitra, bíblia, bàcul i creu patriarcal. Sobre l'àtic hi ha un òcul que il·lumina el cor de l'església.

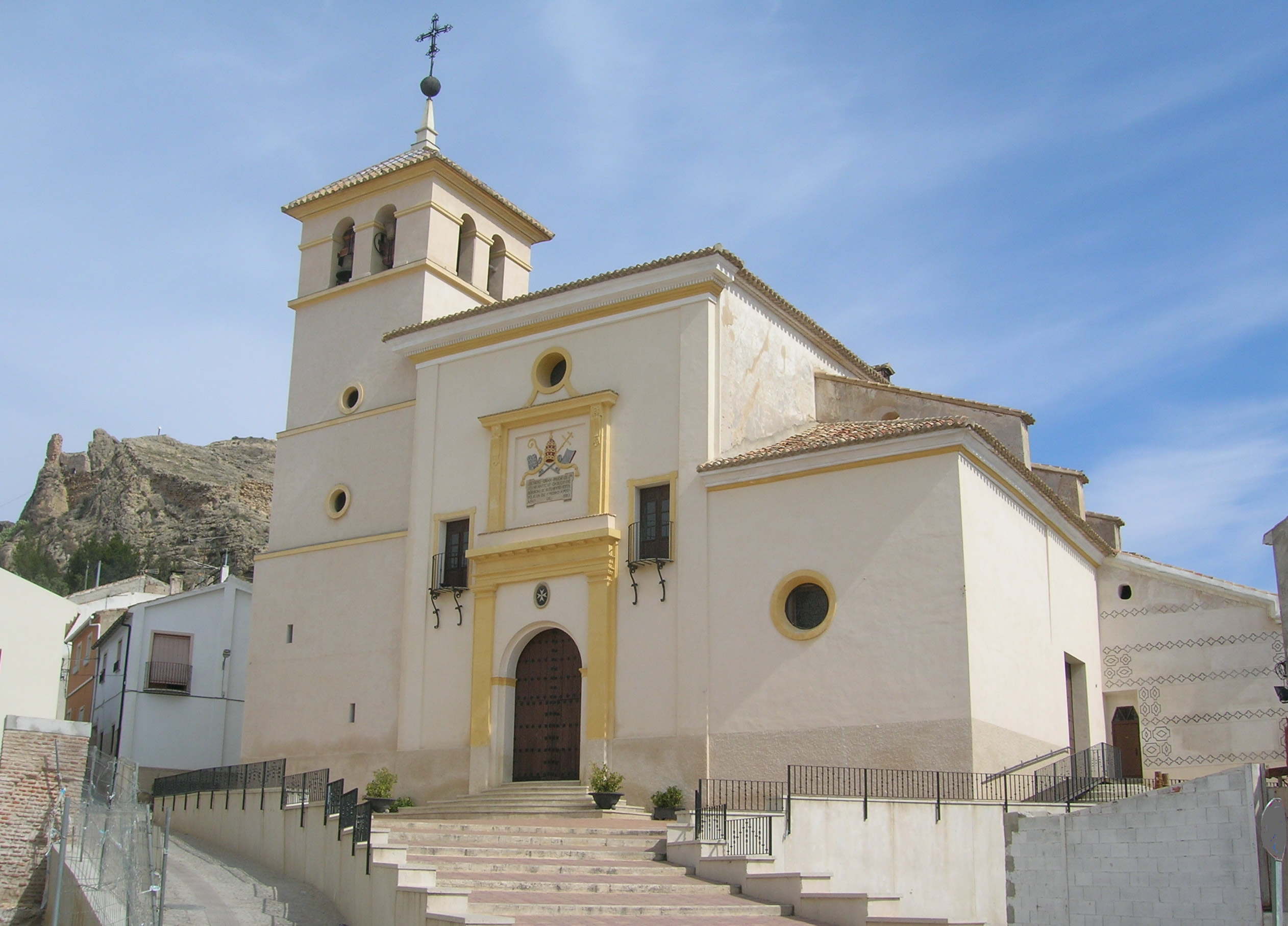
Església de Sant Pere apòstol, Calasparra

L'edifici s'estructura en tres naus, una central i dos laterals, tot cobert per una volta de canó amb llunetes. Originalment la volta estava sustentada per gruixudes columnes de pedra vista (com a l'Església de la Magdalena de Cehegín) però en el XVIII, seguint els patrons neoclàssics, van ser recobertes donant lloc a les grans pilastres que veiem avui dia. En les naus laterals es troben diferents retaules d'interessant factura, tots del xviii.
El retaule major és una reconstrucció historicista del segle xix. S'adapta a tot l'absis, amb una gran pantalla plana realitzada en fusta que imita marbres i estucs en tons ocres i verds. El daurat es reparteix per columnes i cornises, així com pels capitells d'ordre corinti. El relleu és escàs, destacant el gran tabernacle de filiació barroca, amb símbols eucarístics i porta que llisca mitjançant un mecanisme ocult. La fornícula central està ocupada per un Sagrat Cor de José Dies (1945) (J.J. Moya 2009). En aquest retaule podem destacar dues imatges de gran valor, un Sant Pere sedent una peça italianitzant de finals del XVI. També destaca de la mateixa època encara que alguna cosa posterior, un Sant Sebastià.
Entre les capelles laterals cal destacar el de Sant Josep, d'estil rococó. Cal esmentar així mateix els retaules enfrontats de Ntre. Pare Jesús (talla de l'XVIII sense atribuir) i de la Dolorosa (1944) (J.J. Moya 2009), de l'escultor valencià José Dies, procesionadas respectivament per la Confraria de Jesús Natzarè i per la Reial Confraria de Sant Joan Evangelista i La Dolorosa. Altres retaules interessants són el del Sagrario (amb estípits, un llenç que representa una custòdia i els escuts del Comte de la Vall de Sant Joan, la solar estava a Calasparra).
La capella més interessant de totes és la del baptisme, situada a l'entrada mateixa del temple (els no batejats no podien traspassar-) i dedicat a la Neta Concepció de Maria. Així, conté un magnífic retaule barroc, (1769), que presenta fornícula central ocupada avui per una Inmaculada i mènsules laterals amb símbols heràldics de l'Ordre de Sant Joan, tot això amb una estructura i cornisa molt moguda, flors, fulles, volutes i angelots. Remata aquest conjunt un llenç de Sant Marc.
En aquesta capella sobresurt una altra de les imatges interessants de l'església, Sant Joan Evangelista, també de José Dies (1944). Destaca especialment l'exquisida terminació de les mans i la serenitat del rostre, la barba incipient està magistralment insinuada. Les seves robes utilitzen els colors tradicionals en la iconografia santjoanista: el vermell per al mantell (símbol de la seva proximitat a Crist) i el verd per a la túnica, ornats tots dos amb or. Sobre el fons auriverd de la túnica trobem tota una constel·lació de medallons de rocalla, tallats amb cert relleu i decorats amb especial atenció, donant-li una gran naturalitat a aquest teixit brocat. Els medallons es reparteixen per mànigues, espatlles i part frontal. Contenen al seu interior un profund blau fosc. En el medalló que ocupa el pit, podem veure els símbols més importants de l'Apòstol: un llibre, el seu evangeli, una ploma, que fa referència a la seva condició de teòleg i escriptor, i una àguila, l'animal mític que l'identifica dins el tetramorf albirat per Ezequiel. La imatge de l'Apòstol estimat rep la llum del gran òcul que observem a la façana, ornat per una vidriera modernista de disseny vegetal, de finals del segle xix.
Al lateral del temple trobem la sagristia, del xviii, presentant una curiosa decoració exterior, típica mostra de l'esgrafiat que es feia en aquesta època, usant però un original motiu a força de cors i elements geomètrics.
- El Molinico (XVI).

La façana deixa veure dues torrasses desiguals a cada costat, que emmarquen una façana de carreus. La porta està emmarcada per dues pilastres d'ordre toscà. Sobre aquests capitals se situa un arquitrau jònic, un fris dòric, i una cornisa sobre la qual s'organitza l'escut de la família Melgarejo. El caràcter manierista de la façana es completaria amb quatre finestres no alineades que obren els buits d'aquest conjunt, tancat per un altre cos afegit posteriorment i sense carreus, amb dos òculs (Francisco Gomariz 1990). Amb tres plantes i àmplies dependències modernament i després de la restauració efectuada per l'arquitecte Francisco Martínez Llorente en 1988, alberga l'Arxiu Històric Municipal i la Fundació Emilio Pérez Piñero.
- Almodí de l'Encomana (XVIII).

Antic graner de l'Ordre de Sant Joan, a la qual va pertànyer la vila, situat al principi del Carrer Major, a la Plaça de la Constitució, i molt a prop de l'Església de Sant Pere. La façana és de gran austeritat, caracteritzant-se per l'ús de maó i l'absència de balcons. La primera planta presenta arcs de mig punt - també de maó - i la superior una coberta de fusta (Francisco Gomariz 1990). Construït entre els anys 1730 i 1731 pel mestre Diego Gutiérrez sobre l'antiga fonda i part de l'antic jardí del comanador, comunicava en el seu dia amb l'autèntic Palau de l'Encomana, amb el qual sol confondre. El conjunt d'edificis que constituïen aquest últim, molt desfigurats (JJ Moya 2008), va ser demolit en 2008. Declarat Monument Nacional, actualment alberga al Museu Arqueològic Municipal (cultures argàriques, romanes i ceràmiques hispà-musulmanes del jaciment de la Vila-Vella), inaugurat el 16 de novembre del 2006.
- Torre del Rellotge (XVIII-XX).

La Torre del Rellotge és de planta quadrada, podent-se dividir en tres cossos de similar altura. El segon cos conté el rellotge, i l'últim posseeix una zona oberta amb tres obertures per cara per a les campanes, amb teulada a quatre aigües, coronat amb una creu amb penell. L'entrada és una petita porta de fusta. Com a elements de maçoneria s'utilitza el maó, creant arcs apuntats sobre l'esfera del rellotge i escacs en les cornises seguint certa inspiració mudèjar.
La primera referència a l'existència d'una torre - amb rellotge - al Carrer Major data de 1756. Després de patir nombroses reparacions (1767, 1801) en 1902 es va demolir i es va aixecar de nou acabant-se en 1905, segons indicacions de l'arquitecte Pedro Cerdán Martínez de la Reial Acadèmia de Sant Ferran i sent alcalde D. Gabino Ruiz Soler. A la reedificació va desaparèixer la característica forma octogonal del segon cos que encara és visible en fotografies antigues. La campana prové de l'antic rellotge ubicat primitivament en els edificis propis del concejo (J.J. Moya 2008). Una inscripció (en llatí) ens diu: Jesús i Maria Allibera'ns del Rayo i la Tempesta. Any del Senyor de 1572. L'aspecte actual prové de la restauració de 1996
- Font de la Corredora (XVIII)

Malgrat la seva senzillesa és el monument civil més important de Calasparra. La font, situada a la Plaça de la Corredera va ser construïda sota el regnat de Carles III a 1775. Un basament de granit sosté una tassa de marbre rosa, que acull un cilindre de granit amb quatre caps de lleó en bronze per sondi sortia l'aigua, i una pedra quadrangular amb inscripcions en tres de les seves cares i l'escut de la vila a la principal. Aquesta és la representació heràldica més completa i antiga que ha sobreviscut. El conjunt està coronat per un nen amb un peix molt posterior.
La font ha sofert amb les diverses restauracions de les que ha estat objecte, així com de les diverses transformacions de la Plaça que l'acull.
- Santuari de la Mare de Déu de l'Esperança (XVII-XX).

El Santuari es troba en un paratge a 6 km per carretera de la vila. L'ermita acull dues imatges de la Mare de Déu de l'Esperança, patrona de Calasparra, a la qual se'ls rendeix culte juntes. L'ermita primitiva (XVII) estava en una de les coves sobre el riu Segura, abric natural de pastors (L. Armand Guillén 1958), a la qual se li han anat afegint noves sales i edificis amb l'expansió del culte. A la creació de terrasses fins al riu, ha succeït modernament la creació de zones de serveis: pàrquings, restaurant, hotel, etc. Tot i les successives ampliacions segueix sent un bell lloc d'esplai i oració, declarat Lloc d'interès geològic.

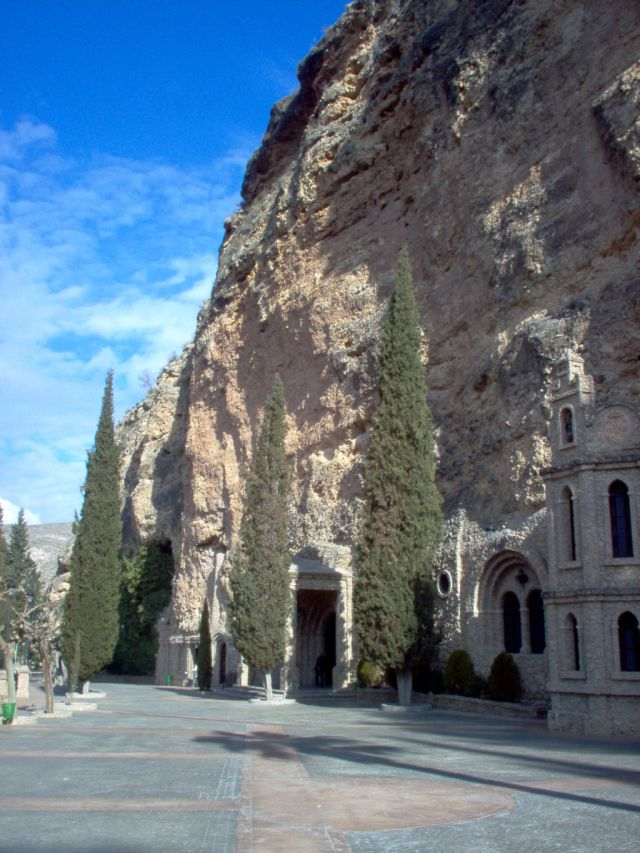
Santuari de la Mare de Déu de l'Esperança, excavat a la roca.
L'arquitectura actual té el seu origen en les remodelacions del temple escomeses des de 1948 a 1968. L'anomenada Comissió d'Obres va decidir usar com maçoneria la pedra del lloc, perquè el temple seguís sent part de la pròpia muntanya (Prudenci Rosique 1968). Aquest recurs constructiu, respectat fins a l'actualitat, ha dibuixat un conjunt eclèctic on es encara s'endevina el primitiu impuls neogòtic. Dins el temple un bell retaule (1892) que sintetitza les Lletanies de la Mare de Déu, envolta l'altar-cambril on se situen la parella d'imatges: La Pequeñica o L'Apareguda, d'estil renaixentista (XVI), manifestament prenyada, als peus de la Major, d'estil plenament barroc (XVII), una donzella que segueix els esquemes postridentinos.
El nom actual de la verge, Ntra. Sra de l'Esperança, és una simplificació de l'advocación de la Bona Esperança o Expectació segons la documentació històrica local (JJ Moya 2008), títol que definia millor la seva funció tradicional com Deipara o Sancta Dei Genitrix i ara subsumit en el més abstracte de Maria, Esperança dels Cristians tal com ha vingut desenvolupant-se en la litúrgia romana des del Concili de Trento fins al Concili Vaticà II. La devoció a les seves dues imatges conjugaria sàviament ambdós aspectes (Pare Eduardo Sanz 2008). A prop del cambril es col·loquen ex-vots de cera, rèpliques de les parts del cos sanats per la seva intercessió (mans, cor, fetges, etc), i especialment aixovars nupcials (rams, vestits), entre altres ofrenes. Entre el 7 i el 8 de setembre se celebra el romiatge - nocturna- al Santuari de l'Esperança, amb la qual conclou la setmana de festes en honor de la mateixa.
Una Coronació canònica de les imatges va tenir lloc l'any 1996. Així mateix un Any Jubilar, que conclou el 21 de desembre del 2008 va ser decretat pel Papa Benet XVI. En aquest any el Santuari s'explica entre els cinc primers d'Espanya, amb prop d'un milió de visitants l'any segons fonts de la Majordomia.
El Santuari de la Mare de Déu de l'Esperança ha estat objecte d'interessants estudis polítics i antropològics (Joan Frigolé 1983).

## Heràldica
- Escut.

L'escut de Calasparra té el seu origen en el motiu representat en la Font de la Corredera que data de l'any (1775), així com en altres motius coetanis, com els llaurats en els bancs per les autoritats del concejo antigament situats a l'Església Parroquial de S. Pere. Motius semblants, encara que més tardans es troben també en aquesta església, així com a la façana de l'ermita dels Stos. Màrtirs Abdó i Senén.
Aparentment l'emblema municipal només va començar a usar-se en publicacions institucionals amb la corporació de D. Federico Jaen Pérez-Muelas (1961-1968). Així, l'escut oficial, aprovat pel Ministeri de Governació el 1962, i amb el preceptiu dictamen de la Reial Acadèmia d'Història, queda blasonat com segueix:
De plata, torre de gules, donjonada, aclarida i maçonada de sabre, en l'homenatge hi ha un estendard de sabre; i sinistrada de parra de sinople, fruitada de porpra. Per timbre, corona reial.
La significació de l'escut és complexa i pot fonamentar-se en tres nivells diferents.
1. Històric. Existència real d'una torre de l'homenatge al castell fortalesa, residència simbòlica del Comendador de l'Ordre de Sant Joan. Existència més problemàtica d'un bosc d'oms, emparrats, als seus voltants (José Villava i Córcoles 1730).
2. Heràldic. És una arma parlant. Es tracta d'un jeroglífic que diu Castell de la Parra, i aquest seria el significat autèntic del nom de la vila (José Villava i Córcoles 1730) o un dels significats possibles (Juan Lozano 1794). Aquesta etimologia avui dia considerada incorrecta és contemporània de la Font de la Corredera.
3. Iconogràfic. La fortalesa com la vinya són símbols marians, mentre que la corneta negra i el fruit de la vinya, indiquen respectivament a Sant Joan Baptista i Jesús el Crist. La torre és la torre de David segons un emblema semblant (Nicolás de l'Església 1659) i la refundació del poble - un lloc inhòspit- només va ser possible sota la protecció de Maria (José Villava i Córcoles 1730).
Gràcies a l'oblit de la documentació inicial de 1962, la representació cromàtica de l'escut ha estat tot el variada que podia esperar. Per solucionar el problema s'han dut a terme diferents blasonamientos entre els quals destaquen els de Serafín Alonso, Luis Lisón i Eduardo Panizo. Estudis més complets de blasonament han estat duts a terme amb motiu de la reconstrucció de la bandera de Calasparra el 2008, sobre la base de la investigació històrica realitzada per José Juan Moya i Martínez, i la investigació simbòlica per Luis Armand Buendía (UPV).
Actualment l'escut està en procés de rehabilitación.
- Bandera.

Referències a l'estendard de la companyia de la vila de Calasparra han estat trobades per l'investigador José Juan Moya i Martínez tant en els Llibres capitulars com en els Llibres protocols notarials de la XVII existents a l'Arxiu Municipal de Calasparra. La bandera és descrita de manera succinta com formada de quatre teles de tafetà blau verd lleonada i daurada amb dues creus grans de l'hàbit de Sant Joan estampades en ella a dues façs de llenç. Segons els autors de la reconstrucció José Juan Moya i Luis Armand Buendía, de la Universitat Politècnica de València (UPV), d'acord amb aquesta descripció l'estendard estaria constituït per quatre peces grans de seda, cadascun d'un color, amb una gran creu de malta en el seu anvers i revers, distribuïdes de la manera més senzilla i comú en l'època estudiada: Una composició en aspa.
La reconstrucció que segueix la paleta cromàtica definida per la Flags of the World (FOTW), va ser presentada a la revista VIA CRUCIS nº2 i en la Societat Espanyola de Vexilología (SEV) en el seu XXIII Congrés Nacional (Basauri 2008).

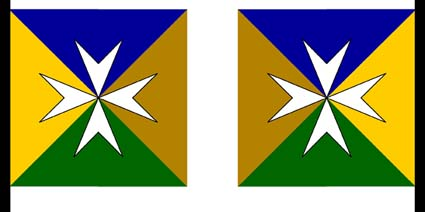
Bandera de Calasparra S.XVII, Anvers i Revers.

## Patrimoni natural
- Canó d'Almadenes, al marge del Segura
- Paratge de Cañaverosa, al marge del Segura
- Cova del Port, a la Serra del port.
- Cova dels Monigotes, a la riba del Segura, amb pintures rupestres.
- Serra del Molí
- Serra Sant Miquel
- Turó Negre

## Mitjans de comunicació
En Calasparra existeix varietat de mitjans comunicació a nivell nacional, regional i municipal:
- Televisió:

-Nacional: Com a la resta del país, a Calasparra es visualitzen tots els canals de televisió nacionals (generalistes, notícies, temàtics ...) Com per exemple: La 1, Antena 3 o Telecinco; entre d'altres.
-regional: En l'apartat de televisió regional trobem La 7 Televisió Regió de Múrcia, la televisió pública de la Regió de Múrcia.
-municipal: Els canals de caràcter municipal a Calasparra són de pagament; per tant, no es poden visualitzar en obert. Són canals que ofereixen informació municipal i solen retransmetre en directe i en diferit alguns esdeveniments municipals d'interès. Canals: Telecalasparra i TV Digital Calasparra.
- Ràdio:

-Nacional: A Calasparra, les emissores nacionals tenen molt mala qualitat de recepció, a causa de la distància del municipi pel que fa als centre d'emissió, ja que la majoria es troben a Múrcia. Malgrat això en algunes zones és possible sintonitzar algunes emissores com: Els40, Europa FM, Cadena 100, Onda Cero o Cadena SER (aquestes dues últimes tenen bona qualitat de recepció, ja que disposen d'un ceptre d'emissió en el proper municipi de Caravaca de la Creu).
-regional: Les poques emissores regionals que existeixen es reben força bé, algunes d'elles són: Ona Regional de Múrcia, OR Música i Cadena Energia.
-municipal: A Calasparra, només hi ha una emissora municipal; Ràdio Calasparra, de caràcter públic; que compta amb una única freqüència i té una excel·lent cobertura a tot el terme municipal, incloses les pedanies.

## Plats típics
- Arrossos: arròs i conill, (amb guíscanos o amb caragols serrans); arròs i alubiones; arròs i pollastre; arròs amb magre i faves; arròs i jardí; arròs amb pap de pava (s'ha de ser expert o surt greixós); arròs vidu (amb pocs ingredients i bon sofregit); arròs amb mondongo (estómac i potes de cabrit); arròs amb alls tendres, sèpia i cloïsses; arròs amb alls tendres, bacallà i cloïsses.

- Rostits i carns: Cap o colzes de xai, Conejico espatarrao, piernecica de cabrit (al forn en llanda). Costillicas de cabrit fregides amb alls tendres, de be a l'all cabañil. Pechuguica de pava a la brasa (per Nadal). Magre fregit amb tomàquet i guízcanos.

- Guisats, estofats, escudelles. Caldera (toro guisat amb cigrons i verdures). Parracs. Aletría. Michirones. Potatges de cansalada (amb espinada de porc); de genolls; de tabillas (faves tendres amb la seva beina).

- Amanides: Mulli. Amanida de alubiones. Amanida de patates rostides i olivicas verds.

- Verdures: Zarangollo. Caldico d'espàrrecs. Guíscanos (rovellons) fregits.

- Migas: De pa o de farina; de pa amb xocolata (per esmorzar); de matança del porc, amb el fetge i la saura (freixura).

## Festes
- Patronals:

Celebracions dels Stos. Màrtirs Abdó i Senén tenen lloc avui dia al voltant del seu martiri el 30 de juliol, i també històricament al voltant del 30 d'agost per enllaçar amb l'epifania mariana. Des del s.XVII fins al s.XIX les festes s'articulaven al voltant de la compra i conducció de bestiar boví des de les deveses properes, bous de corda al carrer principal, i diverses sorts a la Plaça de la Corredera (L. Armand Ruiz 1977), que concloïen amb un dinar de caritat i el repartiment de pa -també conegut com a repartiment de bons-: la Caldera (Antoniojosé Egea 2008). La tradició dels tancaments, extingida el 1896, ha estat recuperada en el conjunt de les festes patronals (Marcial García 2001).
Celebracions de la Mare de Déu de l'Esperança tenen lloc en la primera setmana de setembre. Destaquen un cop més les festes taurines: Fira Taurina de l'Arròs de Calasparra, dissenyada en 1999 segons el model dels Sanfermines. Els tancaments, tenen lloc des de la Plaça de la Constitució a través d'un recorregut d'uns 900 metres fins a la plaça de la Caverina, on finalment té lloc la brega. El festival conclou amb el lliurament de l'Espiga d'Or, guardó de creixent prestigi patrocinat per l'Ajuntament. Els tancaments de Calasparra són molt populars i estan declarats d'Interès Turístic Regional.

## Persones cèlebres nascudes o residents a Calasparra
- Don Guillén, primer calasparreño conegut, citat en la Carta Pobla de 1412 com l'únic que ja vivia aquí, doncs l'epidèmia de pesta de finals del S. XIV va provocar la despoblació.
- Diumenge Mateos i Lluna, natural de Lorca, nebot de l'Almirall de Castella, va venir com poblant a Calasparra en 1412 amb la seva dona Donya Juana Rendón de Lluna. Primer alcaid del Castell i Fortalesa de Calasparra.
- Ldº. Francisco Ruiz Melgarejo, natural de Cieza, advocat, va morir a 1556, després de més de 20 anys vivint a Calasparra.
- Doctor Frey Pedro Moreno, natural de Calasparra, de l'hàbit de l'Ordre de Sant Joan, capellà d'obediència, Prior i Vicari de Calasparra, va morir a 1590.
- Diego Fernández Piñero i Toro, natural Calasparra, capità, Alcalde Major, i alcaide del Castell i Fortalesa de Calasparra, nomenat en 1601 pel Rei Felip III jutge en l'expulsió dels moriscos. Va morir en 1614.
- Ldº. Frey Don Fernando López Oliver Ibáñez i Melgares, natural de Calasparra, de l'hàbit de l'Ordre de Sant Joan, conventual del Sant Sepulcre de Toro. Prior i Vicari de l'encomana de Calasparra. Comissari del Sant Ofici de la Inquisició. Va morir en 1628 havent obtingut butlla del Sant Pare nomenant-li Bisbe electe d'anell del territori de l'Ordre de Sant Joan.
- Ldº. Don Ginés Fernández Piñero i Rosillo, natural de Calasparra, advocat, Alcalde Major dels estats del Marquès dels Vélez, exercint a Mula, Alhama, Vélez i Librilla, va morir a Lorca en 1657.
- Don Pedro Hurtado de Mendoza i Rosillo, natural de Calasparra, alcaid del Castell i Fortalesa de Calasparra, familiar del Sant Ofici de la Inquisició, Alcalde Major de Calasparra, i capità de la Companyia de milícia de Calasparra i les viles agregades d'Archena, Albudeite i Alcantarilla. Regidor Perpetu i Dipositari General del Consell. Va morir en 1665.
- Ldº. Frey Don Fernando Pérez del Castillo i Hurtado de Mendoza, natural de Calasparra, de l'hàbit de l'Ordre de Sant Joan, Prior de la vila d'Archena, comissari del Sant Ofici de la Inquisició. Gran aficionat a la història, es conserven diversos estudis genealògics, especialment els realitzats per al seu nebot Don Pedro Amores, comte de les Navas de Amores. Va morir en 1732.
- Fra Pere de Sant Lluís (Pedro Fernández d'Orozco), natural de Calasparra, religiós de l'Ordre de la Mercè descalça, lector en Sagrada Teologia, comendador del Convent de la Neta Concepció a Calasparra, Qualificador del Tribunal de la Suprema i General Inquisició Espanyola. Va morir abans de 1754.
- Don Bartolomé Moreno Talavera i Miñarro, natural de Calasparra, tinent d'Canceller Major de la Reial Cancelleria de Valladolid. Secretari de Govern de la Reial Caballeriza de Madrid en 1768.
- Donya Catalina López Salinas Torrent i Hurtado de Mendoza, síndica de l'Hospici de Nostra Senyora dels Àngels, de l'Ordre de Sant Francesc, de 1772-1780.
- Don Sebastián Chico de Guzmán i Cerezuela, natural de Calasparra, Capità dels Reals Exèrcits. Ajudant Major de les Milícies Provincials de Badajoz. Governador del castell de Sant Josep, fort principal en el Cap de Gata (Almeria). Va morir el 1815 a Almeria.
- Ldº. Don Pedro Lozano Hidalgo Fernández i Sánchez, natural de Calasparra, batejat en 1750, Advocat titular i fiscal general de l'Ilustrísimo Ajuntament de Múrcia.
- Don Aparicio Martínez Corbalán i Palao, oriünd de Calasparra, va néixer a 1748 (vivia encara en 1828), Tinent Coronel del Regiment de la ciutat de Múrcia.
- Don Francisco Antonio Martínez Corbalán i Reoyo, natural de Calasparra, Tinent de Granaders del Regiment de la ciutat de Múrcia, Regidor Perpetu del concejo, i Familiar i Alguacil Major del Sant Ofici de la Inquisició. Va morir el 1830.
- Don Aparicio Eusebio Martínez Corbalán i Herrero, natural de Calasparra, Capità del Regiment Provincial de la ciutat de Múrcia, Benemérito de la pàtria en grau heroic, condecorat amb quatre creus de distinció. Diputat Provincial a 1842.
- Don José Marín Garay i Aparicio, natural de Calasparra, Capità del Regiment del Príncep, a Burgos en 1847.
- Don Román Ibernón i García, natural de Calasparra, professor de música, primer mestre de la Banda de Música de Calasparra a 1855.
- Don Francisco d'Urrea i López, natural de Calasparra, va morir el 1895 a Oriola, és interessantíssim el seu mausoleu al cementiri de Calasparra, tant l'obelisc de marbre, com les escultures que lamentablement van ser robades.
- Don José de Moya i Soler, natural de Calasparra, canonge de la Santa Església Primada, llicenciat en dret civil i canònic, Capellà d'Honor i Predicador de Sa Majestat, cavaller de l'Ordre de Carlos III, ex-Provisor i Vicari general de l'Arquebisbat de Toledo, ex-Oidor del Eminentísimo Consell de la Governació, Examinador Sinodal, i president de diverses associacions científic-literàries. Va morir el 1895 a Toledo.
- Don José Antonio Ruiz i Martínez Corbalán, natural de Calasparra, advocat, comendador de l'Ordre d'Isabel la Catòlica, Alcalde de Calasparra, Governador Civil de la Ciutat d'Alacant, va morir el 1902.
- Don Joan Piñero i Hurtado, natural de Calasparra, capellà 1r de l'Armada Espanyola ja en 1886, va morir a Ferrol en 1906.
- Don José Pastor i Rubira, natural de Calasparra, escriptor de sarsueles, va morir el 1908.
- Don Luis Armand i Guillén, natural de Calasparra, advocat, Jutge de Cullera, autor del primer llibre dedicat a la Mare de Déu de l'Esperança en 1957.
- Don Rafael Serra Ruiz, natural de Calasparra, doctor en dret, professor universitari, autor dels primers treballs d'investigació històrica a Calasparra, reunits en un llibre per la Reial Acadèmia d'Alfons X "el Savi", de la qual era acadèmic numerari.
- Emilio Pérez Piñero. Arquitecte.

## Rutes
Calasparra està situada a la ruta més curta entre els llocs sants de Caravaca de la Creu i Sant Toribio de Liébana.